# Futbola Klubs Ventspils 2019
Questa voce raccoglie le informazioni riguardanti il Futbola Klubs Ventspils nelle competizioni ufficiali della stagione 2019.

## Rosa
Aggiornata all'8 ottobre 2019.
| N. |                     | Ruolo | Calciatore             |
| -- | ------------------- | ----- | ---------------------- |
| 1  | Lettonia (bandiera) | P     | Ivans Baturins         |
| 2  | Haiti (bandiera)    | D     | Jean Sony Alcénat      |
| 3  | Lettonia (bandiera) | D     | Arturs Lotcikovs       |
| 4  | Ghana (bandiera)    | D     | Rashid Obuobi          |
| 6  | Russia (bandiera)   | C     | Pavel Osipov           |
| 7  | Brasile (bandiera)  | C     | Lucas Villela          |
| 8  | Lettonia (bandiera) | C     | Jevgeņijs Kazačoks     |
| 10 | Lettonia (bandiera) | C     | Eduards Tīdenbergs     |
| 11 | Nigeria (bandiera)  | C     | Abdullahi Alfa         |
| 12 | Lettonia (bandiera) | P     | Vjaceslavs Kudrjavcevs |
| 14 | Lettonia (bandiera) | C     | Raens Talbergs         |
| 16 | Lettonia (bandiera) | P     | Frenks Orols           |
| 17 | Lettonia (bandiera) | A     | Anastasijs Mordatenko  |
| 18 | Lettonia (bandiera) | D     | Dmitrijs Litvinskis    |

| N. |                     | Ruolo | Calciatore              |
| -- | ------------------- | ----- | ----------------------- |
| 20 | Togo (bandiera)     | C     | Dové Wome               |
| 20 | Georgia (bandiera)  | D     | Giorgi Mchedlishvili    |
| 23 | Lettonia (bandiera) | A     | Kaspars Svārups         |
| 24 | Togo (bandiera)     | D     | Abdoul-Gafar Mamah      |
| 27 | Lettonia (bandiera) | C     | Romāns Mickevičs        |
| 29 | Lettonia (bandiera) | C     | Ingars Stuglis          |
| 33 | Brasile (bandiera)  | D     | Hélio                   |
| 37 | Ucraina (bandiera)  | P     | Kostjantyn Machnovs'kyj |
| 38 | Lettonia (bandiera) | D     | Dmitrijs Klimaševičs    |
| 44 | Ucraina (bandiera)  | A     | Mychajlo Serhijčuk      |
| 77 | Russia (bandiera)   | A     | Bekkhan Aliev           |
| 88 | Georgia (bandiera)  | C     | Guga Palavandishvili    |
| 99 | Lettonia (bandiera) | C     | Danills Ulimbasevs      |
|    | Brasile (bandiera)  | A     | Fabricio                |